# Office-Paket
Ein Office-Paket (auch Office-Suite) ist eine Zusammenstellung gebräuchlicher Software für Arbeiten im Büro, wie etwa das Schreiben von Briefen, die Tabellenkalkulation sowie das Erstellen von Präsentationen. Im Gegensatz zum Online-Office werden die Programme lokal (auf dem vor Ort vorhandenen Computer) installiert.
Das am weitesten verbreitete Office-Paket ist das proprietäre Microsoft Office, gefolgt vom freien LibreOffice und OpenOffice.

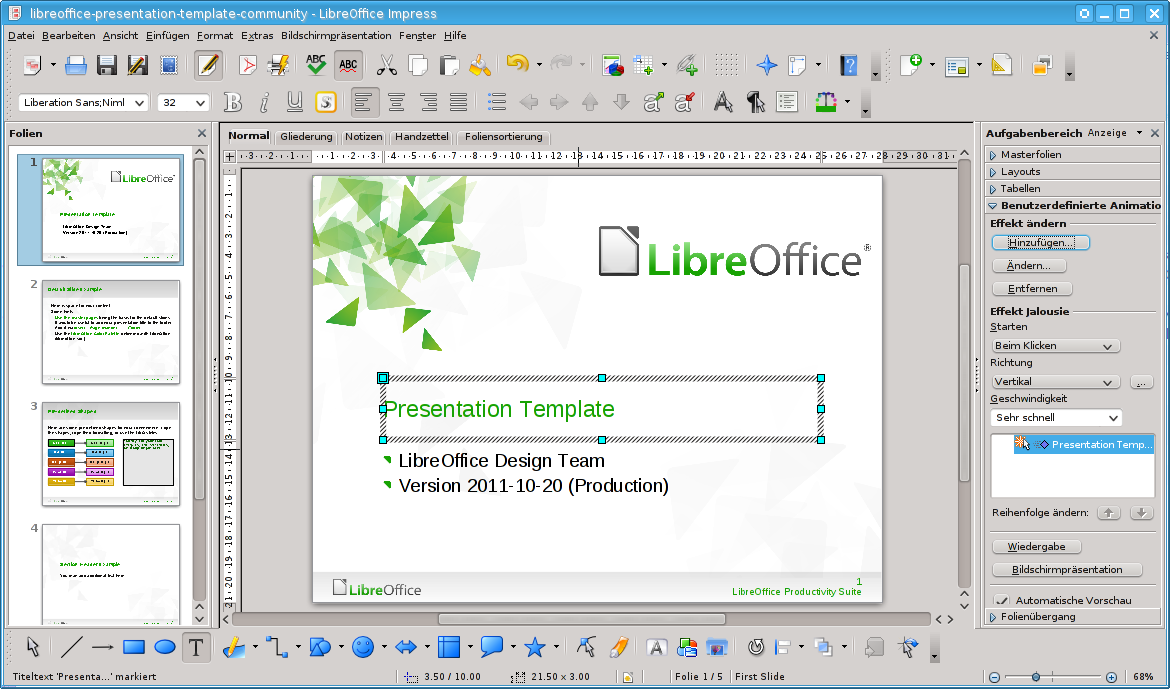
LibreOffice 3.4 Impress unter Fedora 16 (Linux)

Screenshot von Microsoft Word 2013

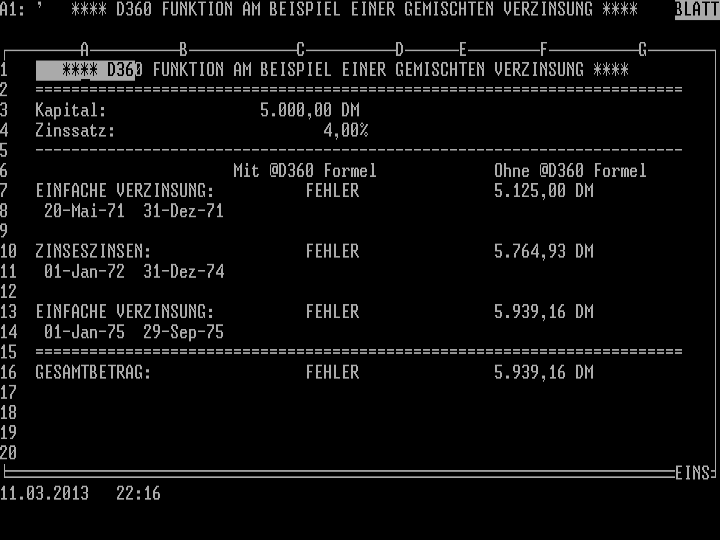
Lotus Symphony 2.0 (MS-DOS)

## Komponenten
Zu einem solchen Paket gehören in den meisten Fällen ein Textverarbeitungs-, Tabellenkalkulations-, Präsentations- und ein Datenbank-Programm.
Bei einer weiter gefassten Begriffsdefinition werden auch Adress-, Termin- und Aufgabenverwaltungen (Personal Information Manager), E-Mail-Programme, Programme für die Buchhaltung und weitere häufig im Büro verwendete Programme dazugezählt.
Die Komponenten der Office-Pakete werden im Allgemeinen gemeinsam verbreitet und sind imstande, miteinander auf einer höheren Ebene zu interagieren, als es das Betriebssystem an sich erlauben würde. In den meisten Fällen zeichnen sich die einzelnen Programme durch eine innerhalb des Pakets konsistente grafische Benutzeroberfläche aus.

## Dateiformate
Das derzeit am weitesten verbreitete Office-Paket stammt vom US-amerikanischen Software-Unternehmen Microsoft, dessen Dateiformate sich zum De-facto-Standard entwickelt haben. Die Fähigkeit, diese Formate möglichst umfassend zu importieren und zu exportieren, ist für jedes Office-Paket sehr wichtig, um Daten mit Nutzern der Microsoft-Produkte austauschen zu können.
Im Mai 2005 wurde von der gemeinnützigen Organisation OASIS das OpenDocument-Format veröffentlicht, das als internationale Norm ISO/IEC 26300 standardisiert wurde. Es wird im Moment u. a. von den Office-Paketen LibreOffice, Apache OpenOffice, StarOffice, NeoOffice, Calligra Suite, Microsoft Office und GOffice (GNOME Office) unterstützt.
Im November 2008 wurde das Office-Open-XML-Format als internationale Norm ISO/IEC 29500:2008 veröffentlicht.

## Office-Pakete
Beispiele für lokal installierbare Office-Pakete sind:
- Open Source: Apache OpenOffice, Calligra Suite (ehem. KOffice), LibreOffice, NeoOffice, OnlyOffice
- Proprietär: Ability Office, iWork, Applixware, Microsoft Office, Papyrus Autor, RagTime, WordPerfect Office, WPS Office, SoftMaker Office
- eingestellt: AppleWorks, Framework, Lotus SmartSuite, Lotus Symphony, Microsoft Works, SPI Open Access, StarOffice (zeitweise Oracle Open Office genannt), Symantec F&A, WordStar